# Christian Bernard
Christian Bernard (30 de noviembre de 1951) es Imperator hasta 2021 de la Orden Rosacruz AMORC una fraternidad iniciática, filosófica y tradicional. Fue elegido para ocupar este cargo por la Gran Logia Suprema de AMORC el 12 de marzo de 1999.
Desde muy joven estuvo vinculado a las actividades y la filosofía de la Antigua y Mística Orden de la Rosa-Cruz. Su padre, Raymundo Bernard, fue un importante escritor de temas relacionados con la AMORC, habiendo sido Gran Maestro de la Gran Logia Francesa . Christian Bernard ocupó el cargo de Gran Secretario de la Gran Logia de la Jurisdicción de lengua francesa de la AMORC durante varios años y posteriormente, en 1977, fue nombrado Gran Maestro de dicha jurisdicción.
El 12 de abril de 1999, por acuerdo unánime del Consejo Supremo de la Orden Rosa de la Cruz AMORC, fue nombrado IMPERATOR (general), título con el que es conocido el mayor representante de la tradición Rosa-cruz. Desde ese momento dirige las actividades de la Orden Rosa-cruz AMORC a nivel internacional. Viajero infatigable, ha presidido cientos de convenciones rosacruces, donde ha tenido la oportunidad de expresar sus propias ideas acerca de muchos temas místicos y esotéricos.
El 26 de abril de 2012 dio su discurso sobre el futuro del planeta en el Senado Federal do Brasil, con ocasión de los preparativos del evento RIO+20.
El 2 de enero de 2014 emite la Appellatio Fraternitatis Rosae Crucis coincidiendo con el cuarto centenario de la publicación de la Fama Fraternitatis en 1614, la Antigua y Mística Orden Rosa-Cruz hace público un nuevo Manifiesto bajo los auspicios de la Espiritualidad, el Humanismo y la Ecología.

## Enlaces
- Orden Rosacruz AMORC
- Página internacional de AMORC
- Carta de Luis Prada a Christian Bernard Archivado el 3 de octubre de 2008 en Wayback Machine.
- Los cuatro Imperatores

- Datos: Q3313004